# Договор от Рид
Договорът от Рид (на немски: Vertrag von Ried) е споразумение сключено между Кралство Бавария и Австрийската империя на 8 октомври 1813 г.
С договора Бавария слага край на членуването си в Рейнския съюз и се присъединява към Шестата коалиция срещу Наполеон, с цел запазване на суверенитет и независимост.